# Krzemionki (Chrosna)
Krzemionki – część wsi Chrosna w Polsce, położona w województwie małopolskim, w powiecie krakowskim, w gminie Liszki.
W latach 1975–1998 Krzemionki administracyjnie należały do województwa krakowskiego.